# Sadocepheus dubius
Sadocepheus dubius är en kvalsterart som beskrevs av Hammer 1979. Sadocepheus dubius ingår i släktet Sadocepheus och familjen Cepheidae. Inga underarter finns listade i Catalogue of Life.